# Tenebrae
Tenebrae (лат. темнота, потёмки, мрак), Тёмная утреня, у католиков — метафорическое обозначение трёх утренних служб оффиция Страстной седмицы: Великого Четверга, Великой Пятницы и Великой Субботы.

## Термин
Название Тёмной утрени обязано «театрализованному» ритуалу: в начале утрени зажигались 15 свечей, которые по ходу службы — после каждого из 15 псалмов (включая функционально тождественные им кантики) — гасили, символизируя мрак, всё более охватывавший страдающего Христа; таким образом, после «Benedictus» (последнего кантика) в храме воцарялась кромешная тьма.
Согласно другой точке зрения, название Tenebrae возникло по инципиту одного из респонсориев (на пятничной утрене) — Tenebrae factae sunt.

## Строение служб
Примечание 1. Псалмы распевались на обычные псалмовые тоны. Чтения (Плач Иеремии, также из других библейских книг и Августина) — на слегка орнаментированные модели тех же псалмовых тонов. Мелодии антифонов и респонсориев — индивидуальные, зафиксированные в нормативных певческих книгах (антифонариях и респонсориалах).

Примечание 2. 22 стиха первых четырёх песен Плача Иеремии в Вульгате «пронумерованы» 22 буквами древнееврейского алфавита (первый стих — «aleph», второй — «beth», третий — «gimel» и т. д.). Эти «буквы-номера» считаются частью (латинской) молитвы и также распеваются.

### Утреня Великого Четверга (Feria V in Cena)

#### Первый ноктурн
```
1. Псалом Salvum me fac Deus [Ps 69(68)], Ant. Zelus domus tuae comedit me
2. Псалом Deus in adiutorium meum [Ps 70(69)], Ant. Avertantur retrorsum
3. Псалом In te Domine speravi [Ps 71(70)], Ant. Deus meus eripe me
Версикул
Pater noster (молча)
1. Чтение Aleph. Quomodo sedet sola civitas [Lam 1,1-5]. 
   Рефрен: Jerusalem, Jerusalem! Convertere ad Dominum Deum tuum
1. Респонсорий In monte Oliveti
2. Чтение Vau. Et egressus est [Lam 1,6-9]
   Рефрен: Jerusalem, Jerusalem! Convertere ad Dominum Deum tuum
2. Респонсорий Tristis est anima mea
3. Чтение Iod. Manum suam misit hostis [Lam 1,10-14]
   Рефрен: Jerusalem, Jerusalem! Convertere ad Dominum Deum tuum
3. Респонсорий	Ecce vidimus eum
```

#### Второй ноктурн
```
4. Псалом Deus iudicium tuum [Ps 72(71)], Ant. Liberavit Dominus pauperem
5. Псалом Quam bonus Israel [Ps 73(72)], Ant. Cogitaverunt impii
6. Псалом Utquid Deus repulisti [Ps 74(73)], Ant. Exsurge Domine
Версикул
Pater noster (молча)
4. Чтение Exaudi Deus orationem meam [Августин]
4. Респонсорий Amicus meus osculi
5. Чтение Utinam ergo qui nos modo exercent [Августин]
5. Респонсорий Iudas mercator pessimus
6. Чтение Quoniam vidi iniquitatem [Августин]
6. Респонсорий Unus ex discipulis meis
```

#### Третий ноктурн
```
7. Псалом Confitebimur tibi [Ps 75(74)], Ant. Dixi iniquis
8. Псалом Notus in Iudaea Deus [Ps 76(75)], Ant. Terra tremuit
9. Псалом Voce mea ad Dominum [Ps 77(76)], Ant. In die tribulationis
Версикул
Pater noster (молча)
7. Чтение Hoc autem praecipio [1 Cor 11,17-22]
7. Респонсорий Eram quasi agnus
8. Чтение Ego enim accepi [1 Cor 11,23-26]
8. Респонсорий	Una hora non potuistis
9. Чтение Itaque quicumque [1 Cor 11,27-34]
9. Респонсорий Seniores populi
```

#### Лауды
```
10. Псалом Miserere mei [Ps 50], Ant. Iustificeris Domine
11. Псалом Domine refugium factus es [Ps 90(89)], Ant. Dominus tamquam ovis
12. Псалом Dixit iniustus [Ps 36(35)], Ant. Contritum est cor
13. Ветхозаветная песнь Cantemus Domino [Ex 15,1-19], Ant. Exhortatus es
14. Псалом Laudate Dominum [Ps 147(146)], Ant. Oblatus est
Версикул
15. Новозаветная песнь Benedictus Dominus [Lc 1,68-79], Ant. Traditor autem dedit
Антифон	Christus factus est pro nobis
Заключительная молитва
```

### Утреня Великой Пятницы (Feria VI in Parasceve)

#### Первый ноктурн
```
1. Псалом Quare fremuerunt gentes [Ps 2], Ant. Astiterunt reges terrae
2. Псалом Deus Deus meus [Ps 22(21)], Ant. Diviserunt sibi
3. Псалом Dominus illuminatio [Ps 27(26)], Ant. Insurrexerunt in me
Версикул
Pater noster (молча)
1. Чтение Heth. Cogitavit Dominus [Lam 2,8-11]
   Рефрен: Jerusalem, Jerusalem! Convertere ad Dominum Deum tuum
1. Респонсорий Omnes amici mei
2. Чтение Lamed. Matribus suis [Lam 2,12-15]
   Рефрен: Jerusalem, Jerusalem! Convertere ad Dominum Deum tuum
2. Респонсорий Velum templi scissum est
3. Чтение Aleph. Ego vir videns [Lam 3,1-9]
   Рефрен: Jerusalem, Jerusalem! Convertere ad Dominum Deum tuum
3. Респонсорий Vinea mea electa
```

#### Второй ноктурн
```
4. Псалом Domine ne in furore [Ps 38(37)], Ant. Vim faciebant
5. Псалом Exspectans exspectavi [Ps 40(39)], Ant. Confundantur et revereantur
6. Псалом Deus in nomine tuo [Ps 54(53)], Ant. Alieni insurrexerunt
Версикул
Pater noster (молча)
4. Чтение Protexisti me [Августин]
4. Респонсорий Tamquam ad latronem
5. Чтение Nostis qui conventus [Августин]
5. Респонсорий Tenebrae factae sunt
6. Чтение Exacuerunt tamquam [Августин]
6. Респонсорий Animam meam dilectam
```

#### Третий ноктурн
```
7. Псалом Eripe me de inimicis [Ps 59(58)], Ant. Ab insurgentibus in me
8. Псалом Domine Deus salutis [Ps 88(87)], Ant. Longe fecisti notos
9. Псалом Deus ultionum Dominus [Ps 77(76)], Ant. Captabunt in animam
Версикул
Pater noster (молча)
7. Чтение Festinemus ingredi [Hebr 4,11-15]
7. Респонсорий Tradiderunt me
8. Чтение Adeamus ergo [Hebr 4,16-5,3]
8. Респонсорий Iesum tradidit impius
9. Чтение Nec quisquam sumit [Hebr 5,4-10]
9. Респонсорий Caligaverunt oculi mei
```

#### Лауды
```
10. Псалом Miserere mei [Ps 50], Ant. Proprio filio suo
11. Псалом Domine exaudi orationem [Ps 143(142)], Ant. Anxiatus est in me
12. Псалом Benedixisti Domine [Ps 85(84)], Ant. Ait latro ad latronem
13. Ветхозаветная песнь Domine audivi [Hab 3,2-19], Ant. Dum conturbata fuerit
14. Псалом Lauda Ierusalem Dominum [Ps 147], Ant. Memento mei Domine
Версикул
15. Новозаветная песнь Benedictus Dominus [Lc 1,68-79], Ant. Traditor autem dedit
Антифон Christus factus est pro nobis
Заключительная молитва
```

### Утреня Великой Субботы (Sabbato Sancto)

#### Первый ноктурн
```
1. Псалом Cum invocarem [Ps 4], Ant. In pace in idipsum
2. Псалом Domine quis habitabit [Ps 15(14)], Ant. Habitabit in tabernaculo
3. Псалом Conserva me Domine [Ps 16(15)], Ant. Caro mea requiescet
Версикул
Pater noster (молча)
1. Чтение Heth. Misericordiae Domini [Lam 3,22-30]
   Рефрен: Jerusalem, Jerusalem! Convertere ad Dominum Deum tuum
1. Респонсорий Sicut ovis ad occisionem
2. Чтение Aleph. Quomodo obscuratum est [Lam 4,1-6]
   Рефрен: Jerusalem, Jerusalem! Convertere ad Dominum Deum tuum
2. Респонсорий Ierusalem surge
3. Чтение Recordare Domine [Lam 5,1-11]
   Рефрен: Jerusalem, Jerusalem! Convertere ad Dominum Deum tuum
3. Респонсорий Plange quasi virgo
```

#### Второй ноктурн
```
4. Псалом Domini est terra [Ps 24(23)], Ant. Elevamini portae
5. Псалом Dominus illuminatio mea [Ps 27(26)], Ant. Credo videre bona
6. Псалом Exaltabo te Domine [Ps 30(29)], Ant. Domine abstraxisti
Версикул
Pater noster (молча)
4. Чтение Accedet homo [Августин]
4. Респонсорий Recessit pastor noster
5. Чтение Quo perduxerunt illas [Августин]
5. Респонсорий O vos omnes
6. Чтение Posuerunt custodes [Августин]
6. Респонсорий Ecce quomodo moritur
```

#### Третий ноктурн
```
7. Псалом Deus in nomine tuo [Ps 54(53)], Ant. Deus adiuvat me
8. Псалом Notus in Iudeae [Ps 76(75)], Ant. In pace factus est
9. Псалом Domine Deus salutis [Ps 88(87)], Ant. Factus sum sicut homo
Версикул
Pater noster (молча)
7. Чтение Christus assistens [Hebr 9,11-14]
7. Респонсорий Astiterunt reges terrae
8. Чтение Et ideo novi testamenti [Hebr 9,15-18]
8. Респонсорий Aestimatus sum
9. Чтение Lecto enim omni [Hebr 9,19-22]
9. Респонсорий Sepulto Domino
```

#### Лауды
```
10. Псалом Miserere mei [Ps 50], Ant. O mors ero mors
11. Псалом Bonum est confiteri [Ps 92(91)], Ant. Plangent eum
12. Псалом Exaudi Deus orationem [Ps 64(63)], Ant. Attendite universi populi
13. Ветхозаветная песнь Ego dixi: In dimidio [Is 38,10-20], Ant. A porta inferi erue
14. Псалом Laudate Dominum [Ps 150], Ant. O vos omnes
Версикул
15. Новозаветная песнь Benedictus Dominus [Lc 1,68-79], Ant. Mulieres sedentes
Антифон Christus factus est pro nobis
Заключительная молитва
```

## Тёмная утреня в композиторской музыке
Из многих молитвенных текстов, входивших в состав Тёмной утрени, особой популярностью у профессиональных композиторов пользовались большие респонсории (в общей сложности 27 гимнографических текстов, обыгрывавших новозаветные события), Miserere (50-й псалом), Benedictus (новозаветная Песнь Захарии) и ветхозаветные стихи из Плача пророка Иеремии, так называемые ламентации (лат. lamentationes букв. «плачи»). Среди композиторов, которые писали многоголосную музыку на эти тексты (как правило, выборочно, а не на все тексты сразу), Кристобаль де Моралес (1564), Франческо Кортечча (27 респонсориев, Benedictus и Miserere; 1570), Томас Луис де Виктория (1572), Джованни Пьерлуиджи Палестрина (4 сборника, первый издан в 1588), Орландо Лассо (3 сборника, первый издан в 1585), Марк Антонио Индженьери (1588), Лодовико Виадана (1609), Карло Джезуальдо (27 респонсориев, Benedictus и Miserere; 1611).

### Leçons de Ténèbres
В эпоху барокко (нормативные латинские) тексты пророка Иеремии использовались французскими композиторами в рамках специфического жанра виртуозной камерной (не предназначенной для богослужения) музыки, получившего название фр. Leçons de Ténèbres (букв. «чтения впотьмах»). В этом жанре писали Марк-Антуан Шарпантье, Франсуа Куперен, Мишель Ришар Делаланд, Мишель Корретт и другие французские композиторы второй половины XVII—XVIII вв. Более подробно см. во французской статье Leçons de Ténèbres.

### XX век
В XX веке молитвенные тексты Тёмной утрени композиторы использовали вне какого-либо литургического контекста. Так, например, «Lamentationes» И.Ф. Стравинского и «7 répons des Ténèbres» («7 респонсориев Тёмной утрени») Ф.Пуленка — образцы кантатно-ораториальной музыки драматического и «духовного» содержания. После реформ Второго Ватиканского собора три дня на Страстной седмице стали называться «Пасхальным триденствием» (лат. triduum), при этом музыкальное оформление этого «триденствия» было существенно упрощено, фактически уничтожено. С тех пор Tenebrae стали историческим артефактом.